# Felice Fanetti
Felice Secondo Fanetti (ur. 20 lutego 1914 w Campodolcino, zm. 25 kwietnia 1974 w Cremonie) – włoski wioślarz, brązowy medalista olimpijski.
Wystąpił na igrzyskach olimpijskich w Londynie w 1948, gdzie wspólnie z Bruno Bonim wywalczył brązowy medal w dwójkach bez sternika. W finale o 10,4 sekundy przegrali z Brytyjczykami, a o 7,6 lepsza była osada Szwajcarii. Był to jego jedyny start olimpijski.
Ponadto na mistrzostwach Europy Amsterdamie w 1949 wywalczył brązowy medal.